# هيام رمزي الدردنجي
هيام رمزي الدُّردنجي كاتبة فلسطينية ولدت في سنة 1942.

## السيرة
ولدت هيام في يافا نشأت وترعرعت في مدينة طرابلس بليبيا. أنهت هيام تعليمها الثانوي في ليبيا وحصلت هيام على شهادة الليسانس في علم الاجتماع من جامعة بنغازي سنة 1976 وشهادة الماجستير في «الأنثروبولوجي» من جامعة القاهرة سنة 1978.
عملت مدرّسة في كلية الأندلس بعمّان (1980-1990) وهي كذلك عضوة في اتحاد الكتّاب والأدباء الأردنيين، والمنتدى العربي، ونادي صاحبات الأعمال والمهن، والاتحاد النسائي الأردني.

## أهم أعمالها
- «زهرات في ربيع العمر»، شعر، دار مكتبة الفكر، طرابلس/ ليبيا، 1966.
- «دموع الناي»، شعر، دار مكتبة الفكر، طرابلس/ ليبيا، 1969.
- «إلى اللقاء في يافا»، دار مكتبة الفكر، طرابلس/ ليبيا، 1970. ط2، دار الكتاب الذهبي، عمّان، 1985.
- «وداعاً يا أمس»، رواية، دار مكتبة الفكر، طرابلس/ ليبيا، 1972.
- «أغنيات للقمر»، شعر، دار مكتبة الفكر، طرابلس/ ليبيا، 1973. ط2، مطبعة الشرق، عمّان، 1984.
- «عبير الكلمات»، شعر، دار الأفق الجديد، عمّان، 1982.
- «النخلة والإعصار»، قصة طويلة، دار مكتبة الفكر، طرابلس/ ليبيا، 1984. ط2، مطبعة الشرق ومكتبتها، عمّان، 1985.
- «قصائد رحلة صيف»، شعر، دار الكرمل، عمّان، 1985.
- «بحور بلا موانئ»، شعر، دار الكرمل، عمّان، 1989.
- «هموم امرأة شاعرة»، شعر، دار الكرمل، عمّان، 1992.
- «فدوى طوقان.. شاعرة أم بركان»، نقد، دار الكرمل، عمّان، 1994.
- «الأعمال الشعرية الكاملة 1966-1996»، دار الكرمل، عمّان، 2005.